# Toque (dameshoed)

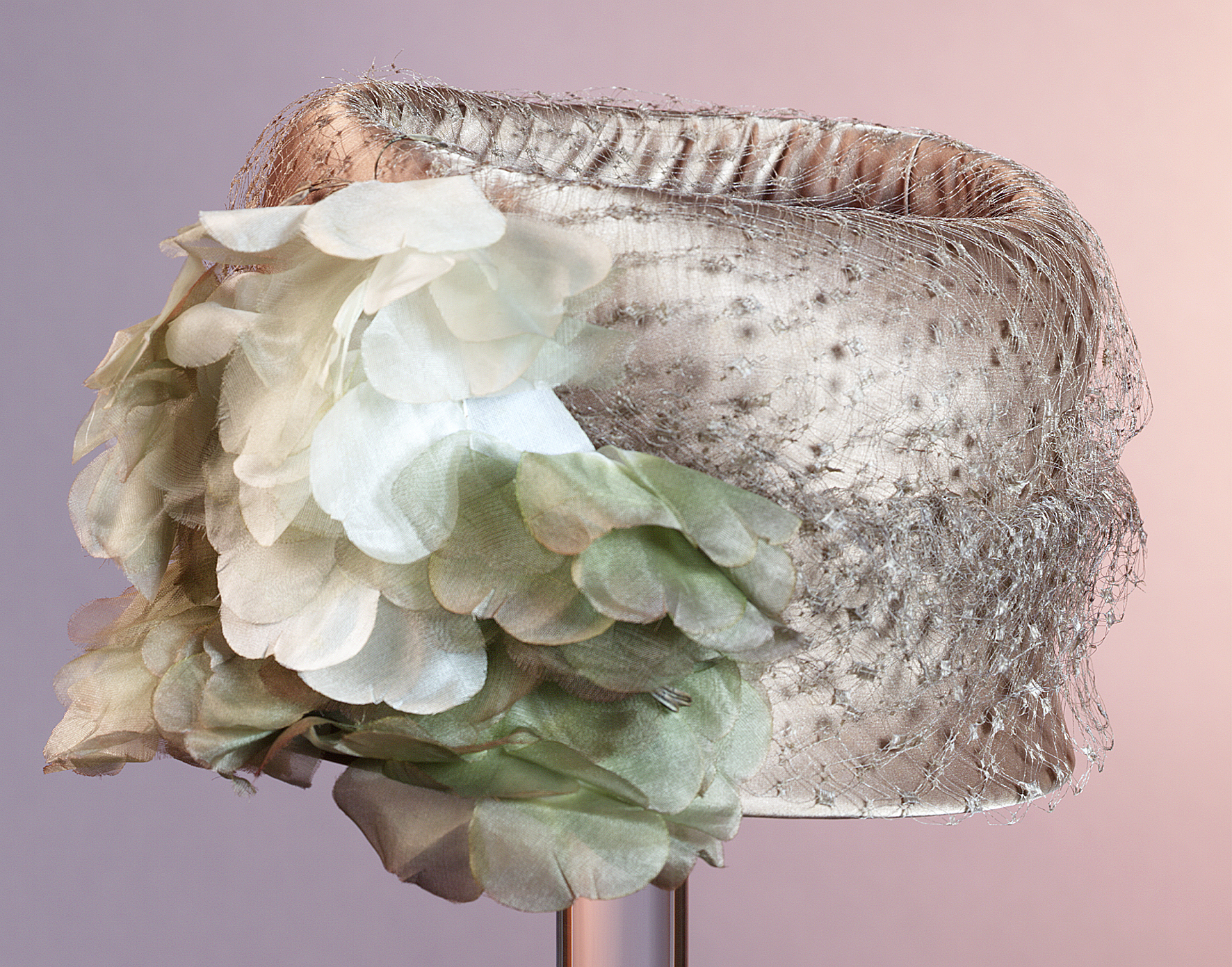
Toque met holle kroon, van satijn met voile en decoratie (1950-'70)

Een toque is een ronde dameshoed zonder of met een geheel omgeslagen rand. De kroon kan aan de bovenkant zowel plat, hol als bol zijn en een gladde of meer gevouwen vorm hebben, eventueel bestaand uit meerdere lagen. Toques worden in de regel gemaakt van gangbaar hoedenmateriaal zoals vilt of stro, maar ook gesteven stoffen als zijde of katoen zijn mogelijk. Om de hoed op zijn plek te houden worden vaak hoedenspelden gebruikt.
In het verleden werden in de westerse mode toques door zowel mannen als vrouwen gedragen. In de 21ste eeuw dragen alleen vrouwen nog toques. Vergelijkbare hoedmodellen zonder rand zoals de calotte of de (niet-westerse) fez worden wel door mannen gedragen, maar deze hebben een andere voorgeschiedenis.
Een toque lijkt op de pillbox, maar is groter en meer gedecoreerd.

## Naamgeving
De benaming toque komt uit het Bretons ('hoed'), via het Franse tuque uit de 15e eeuw wat vermoedelijk via het Spaanse toca ('vrouwenhoofddeksel') en het Arabische taqa (طاقة) afstamt van het Oud-Perzische taq ('sluier').

## Geschiedenis
In de 12e en 13e eeuw droegen Europese vrouwen bovenop hun sluiers geborduurde toques, gemaakt van fluweel, satijn of tafzijde. Van de 13e tot de 16e eeuw waren toques populair onder zowel mannen als vrouwen. In de 16e eeuw was een hoge, zwarte toque van zijde of fluweel in de mode onder mannen van Spaanse adel. De hoed verspreidde zich vanuit Spanje naar Frankrijk, Engeland, Duitsland en Italië maar werd in de 17e eeuw verdrongen door breedgerande hoeden. Begin 18e eeuw verscheen de hoed opnieuw in het modebeeld, nu vooral als onderdeel van de mode voor jonge vrouwen, in combinatie met lange jurken en chignonkapsels. Gedurende de 19e eeuw droegen vrouwen vaak kleine toques, afgezet met bont, kant, strikken, bloemen of bladeren.
Mede onder invloed van de flappergirls, die in jaren 20 van de 20ste eeuw hun haren kort knipten, geen korsetten meer droegen en los vallende, korte jurken gingen dragen, verschoof de hoedenmode onder vrouwen ook naar kleinere hoeden, als contrast met de grote, uitbundig gedecoreerde hoeden (zoals de picture hats) die rond 1900 in de mode waren. De toque werd hooguit gecombineerd met veren of een voile, vaak uitgevoerd in dezelfde kleur als de hoed.
In de jaren 60 van de 20ste eeuw raakten grote toques in de mode. De basis van de hoed, de kroon, is vaak geheel verborgen onder de decoratie, of bestaat uit ingewikkeld vlecht- en drapeerwerk. Prinses Beatrix was in deze periode een enthousiast drager van grote toques.

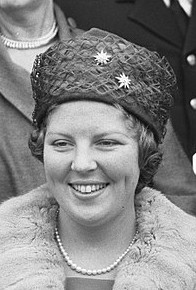
Prinses Beatrix, 1961
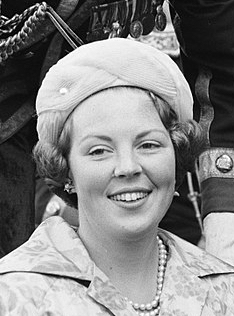
1962
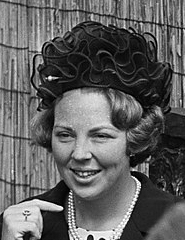
1964
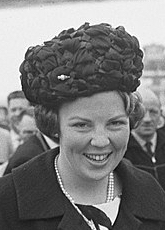
1964
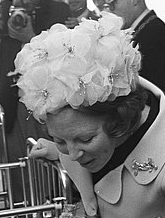
1968

Vanaf de jaren 60 van de 20ste eeuw verdwijnt het dragen van een hoed als onderdeel van de dagelijkse garderobe. De toque is sindsdien echter niet verdwenen maar onderdeel geworden van gelegenheidskleding, zoals bijvoorbeeld in combinatie met een geklede jurk. Ook tijdens de jaarlijkse hoedjesparade op Prinsjesdag zijn regelmatig toques te bewonderen.

## Galerij

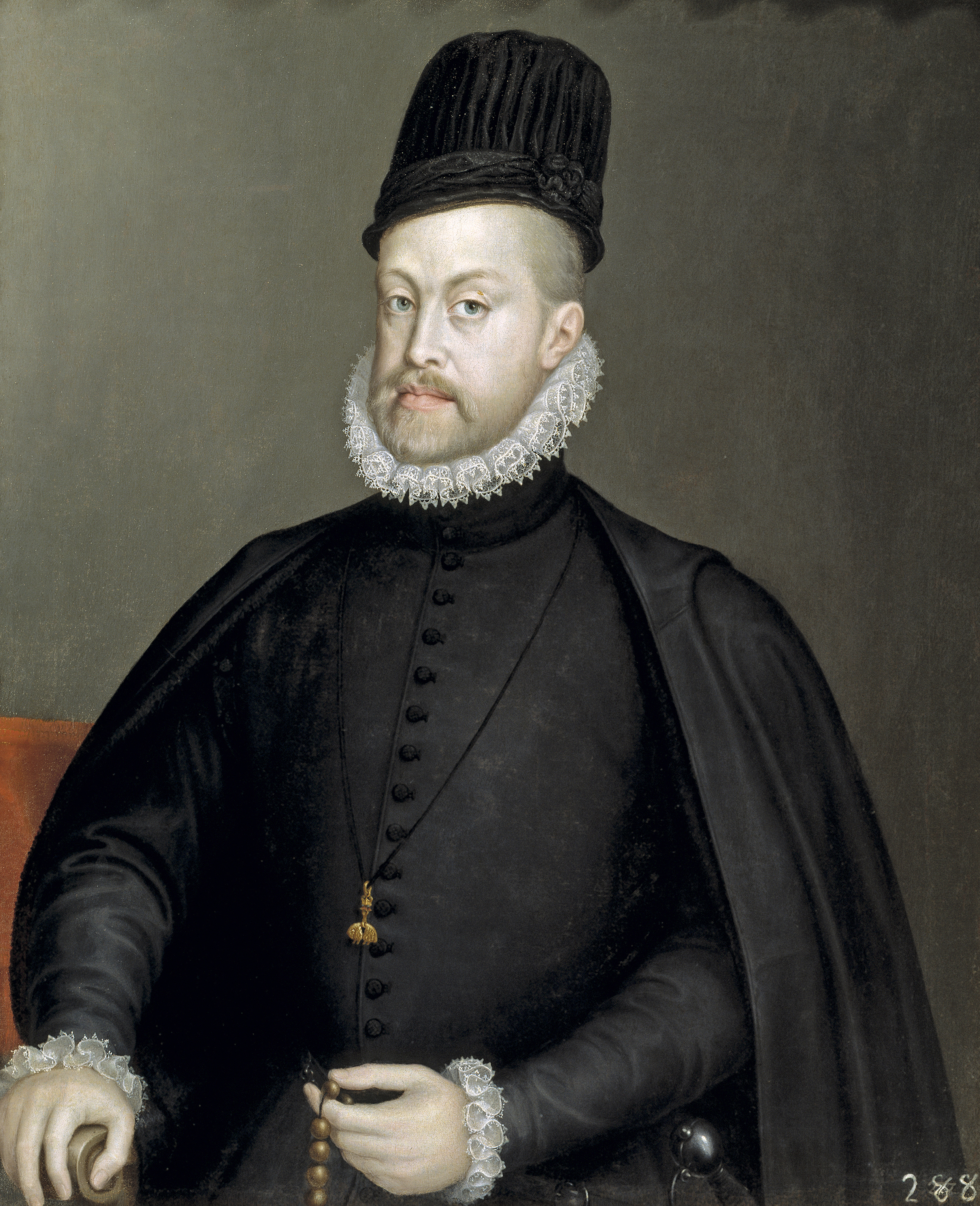
Filips II met hoge toque, 1573
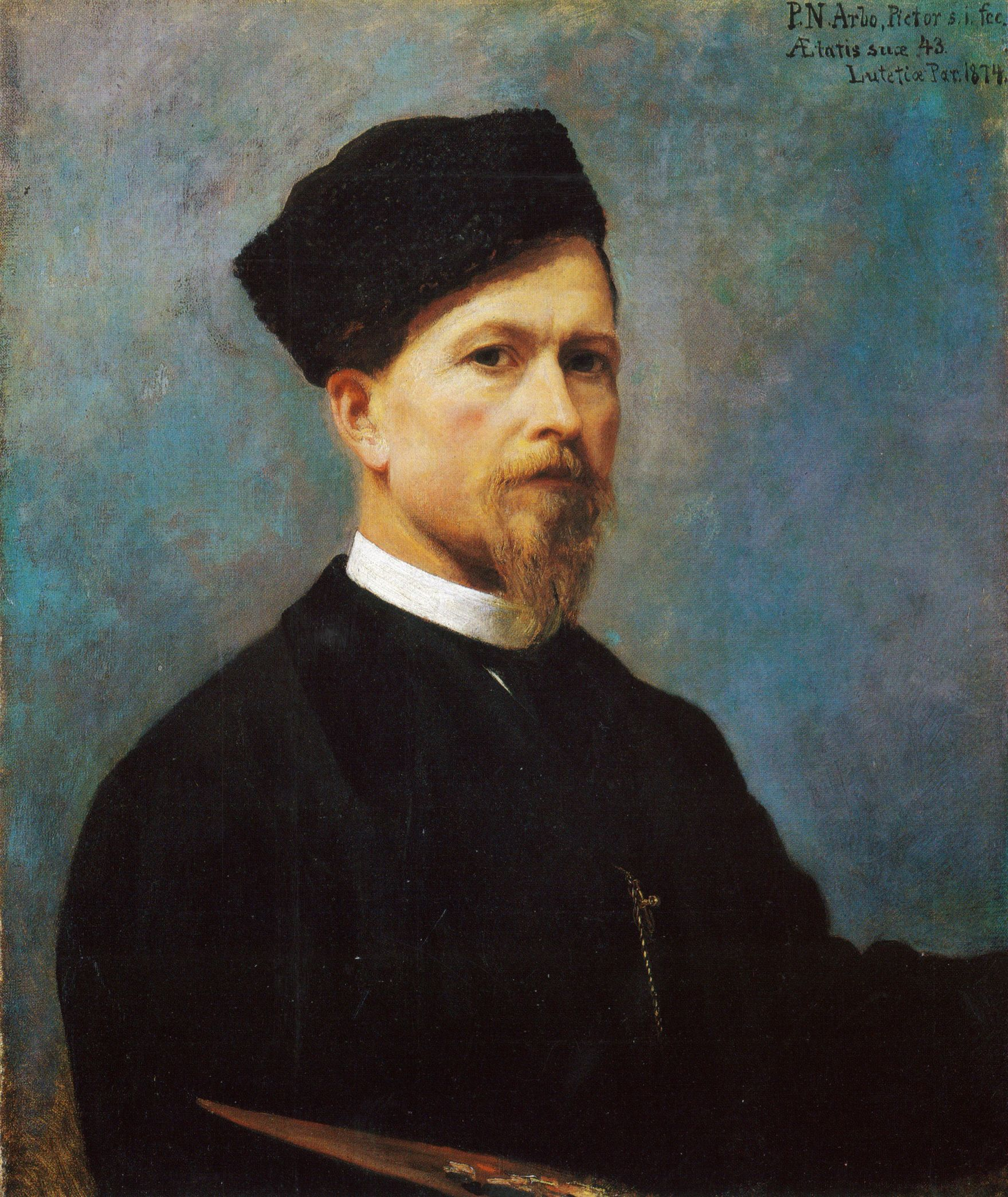
Man met toque van bont, 1874
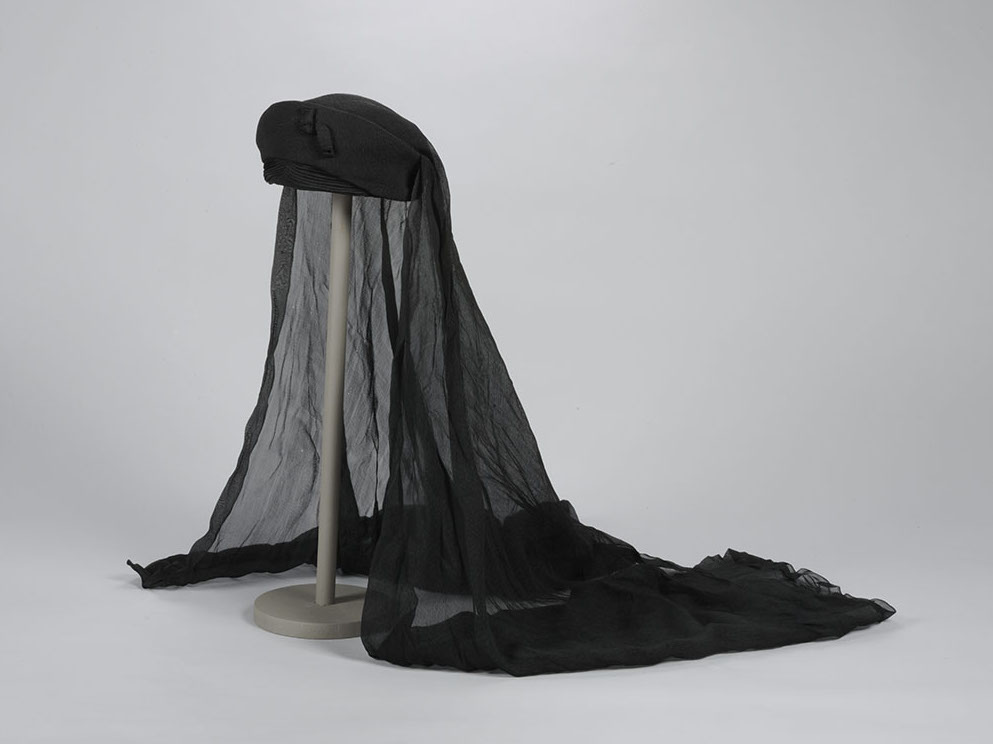
Toque met rouwsluier, 19e eeuw
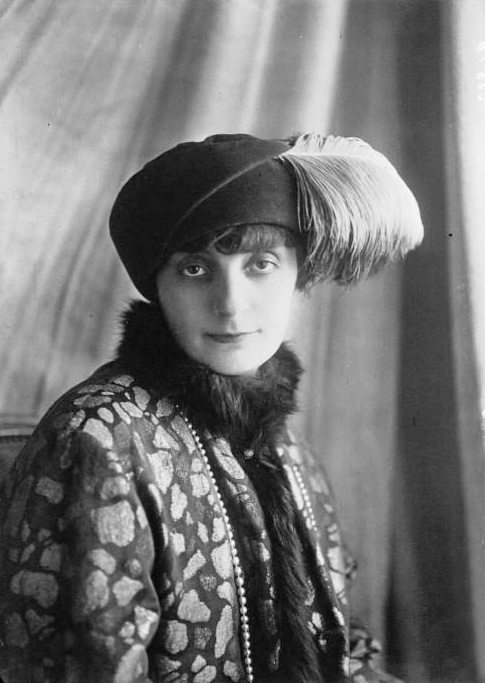
Toque uit 1922
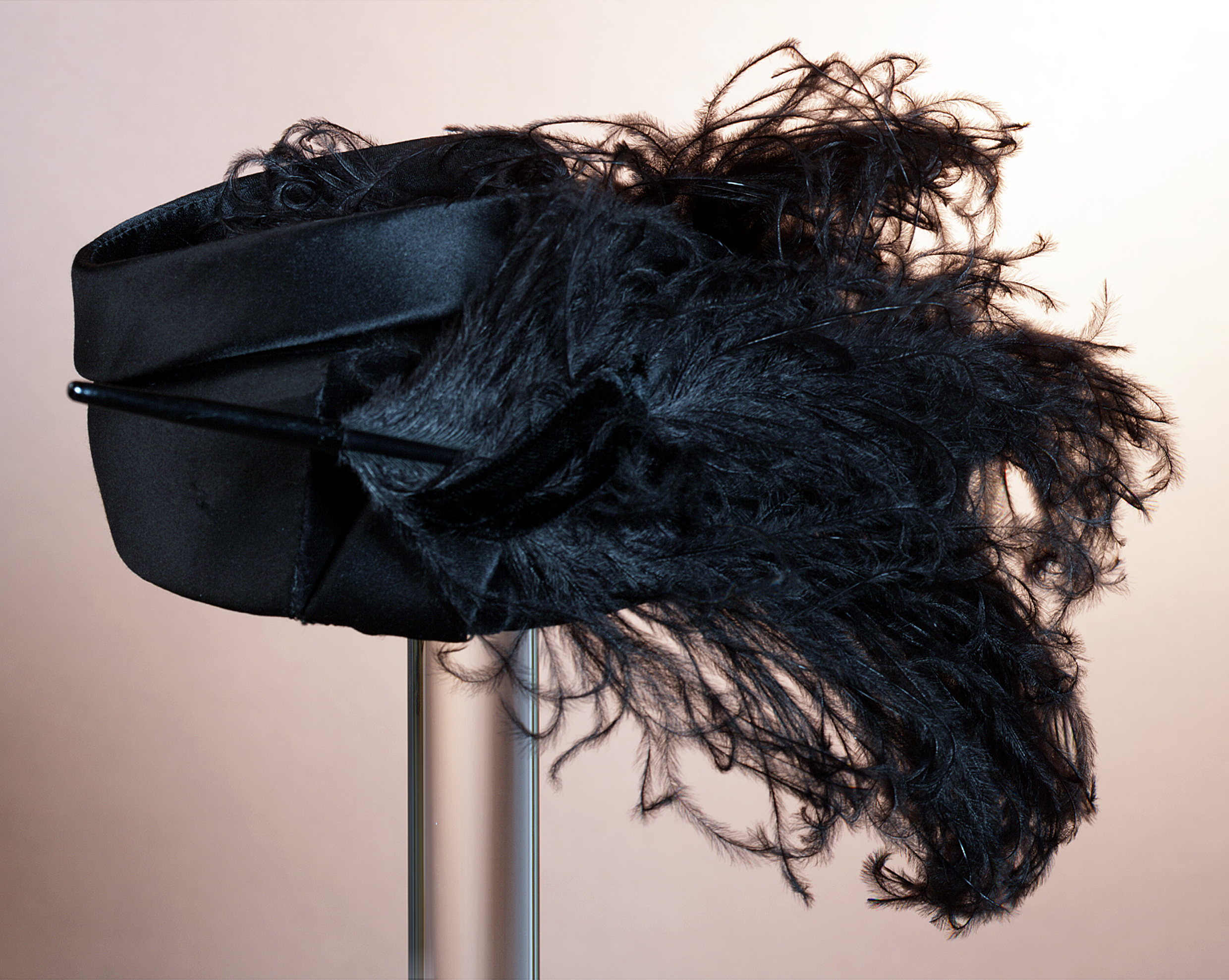
Toque met pleureuse (struisvogelveer), 1950-'55
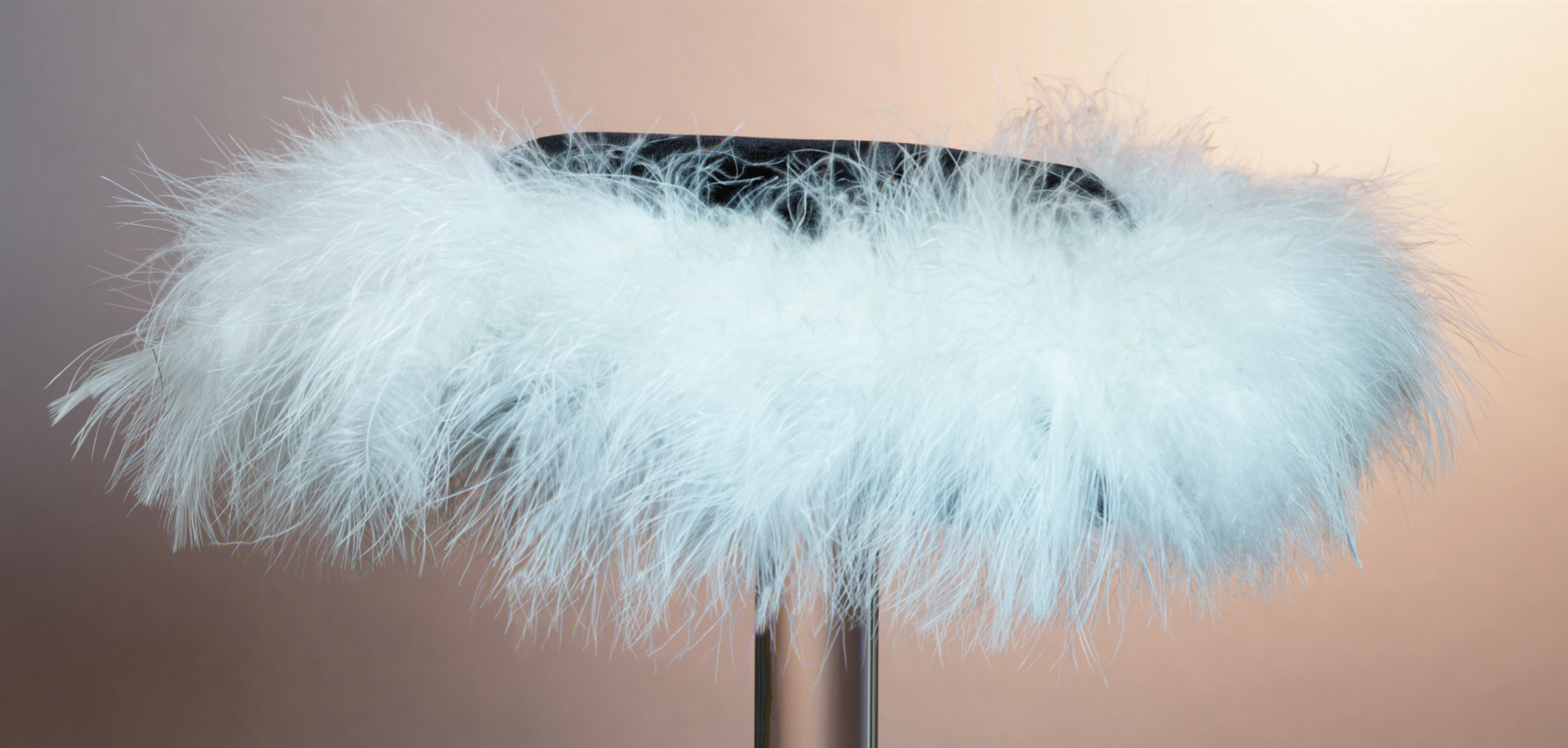
Toque met rondom veren, 1950-'60
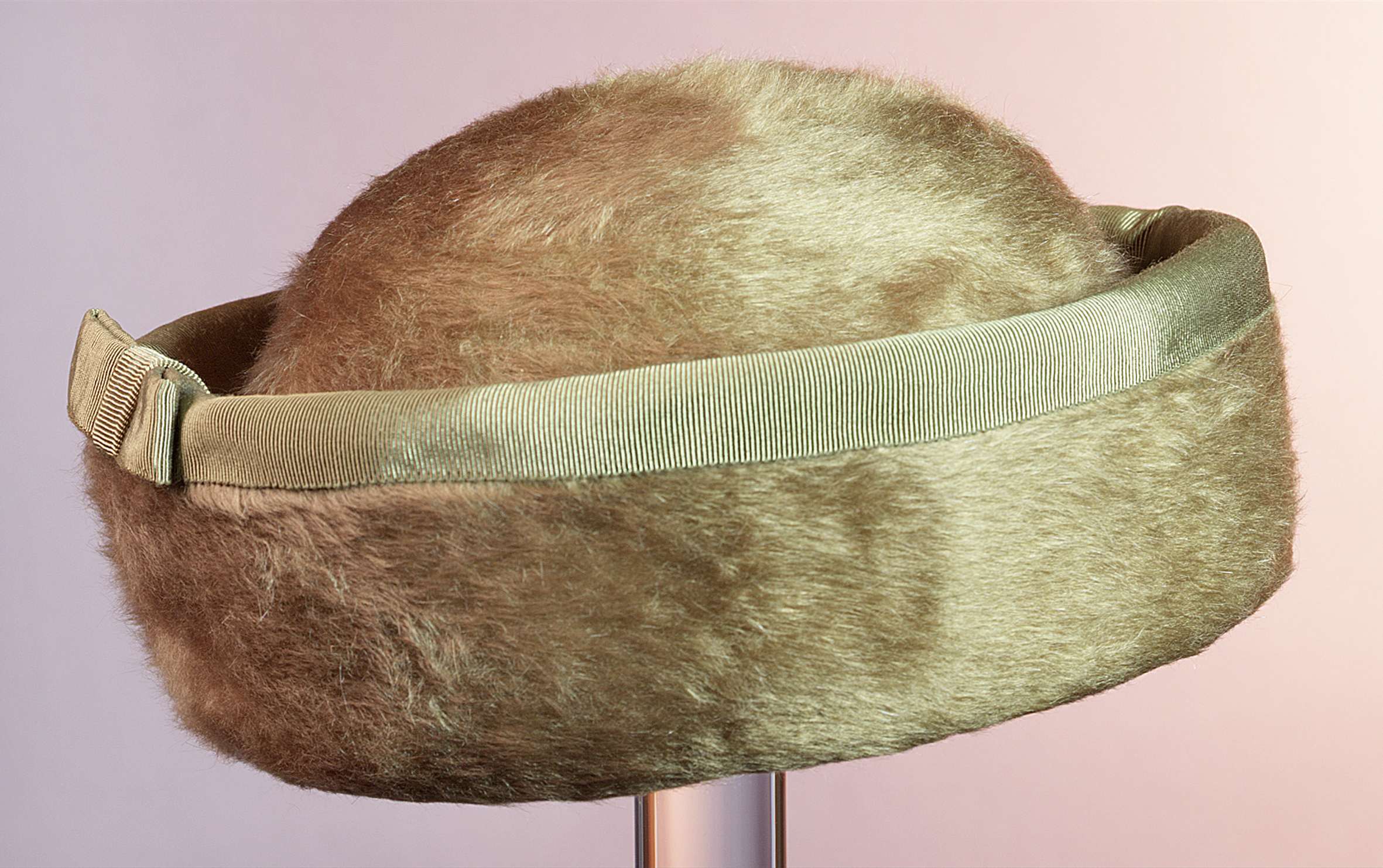
Toque van langharig vilt met geheel omgeslagen rand, 1950-'60
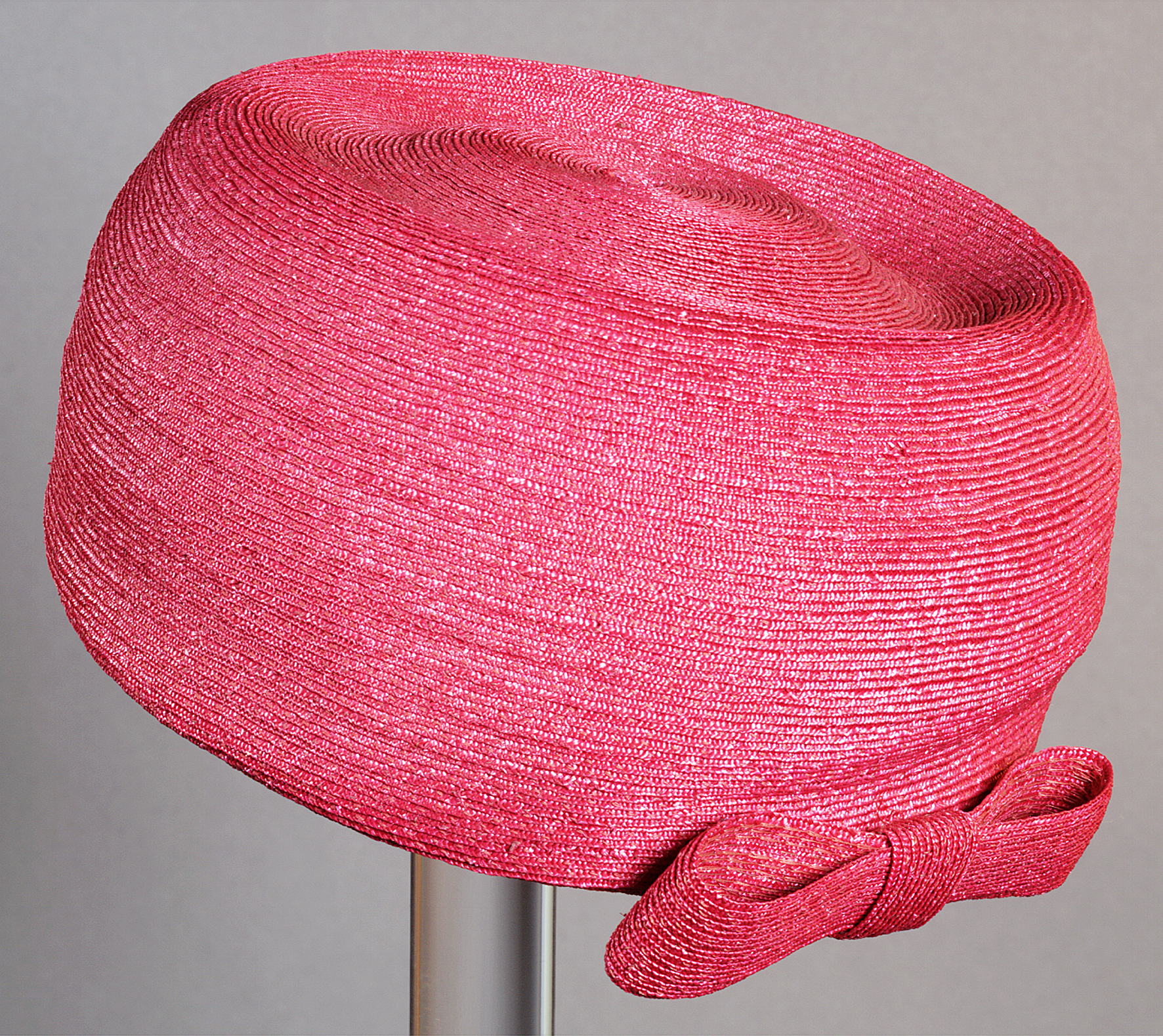
Toque van bandstro, 1960-'70
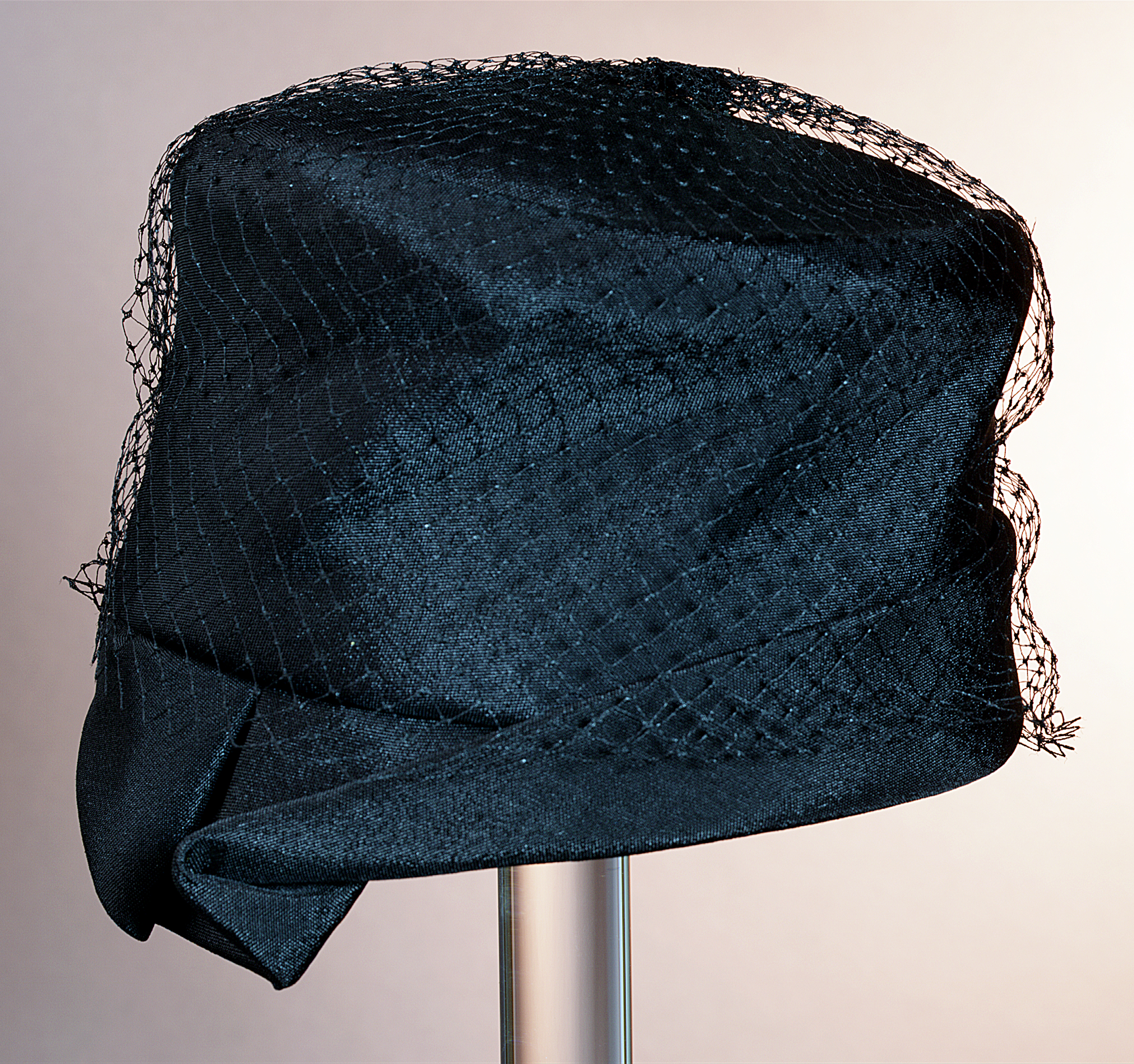
Toque met deels omgeslagen rand en voile, 1963-'67
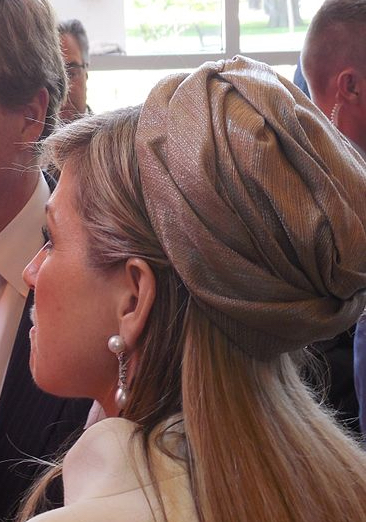
Koningin Máxima met gedrapeerde toque, 2015